# Rotelle
 (mai 2019).
Si vous disposez d'ouvrages ou d'articles de référence ou si vous connaissez des sites web de qualité traitant du thème abordé ici, merci de compléter l'article en donnant les références utiles à sa vérifiabilité et en les liant à la section « Notes et références ».
Les rotelle sont un type de pâtes italiennes à base de farine, et parfois d'œufs. Leur forme particulière reproduisant les sections d'une roue avec ses deux cercles concentriques reliés par des rayons leur a valu le nom de rotelle, de l'italien ruota (roue), qui signifie donc littéralement « petites roues ».